# Амортизатор

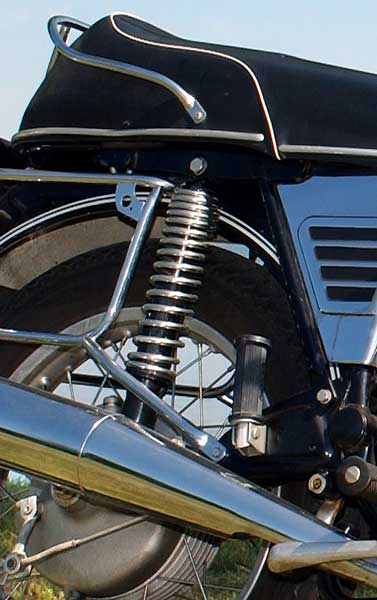
Амортизаційний пристрій на мотоциклі BMW R75/5

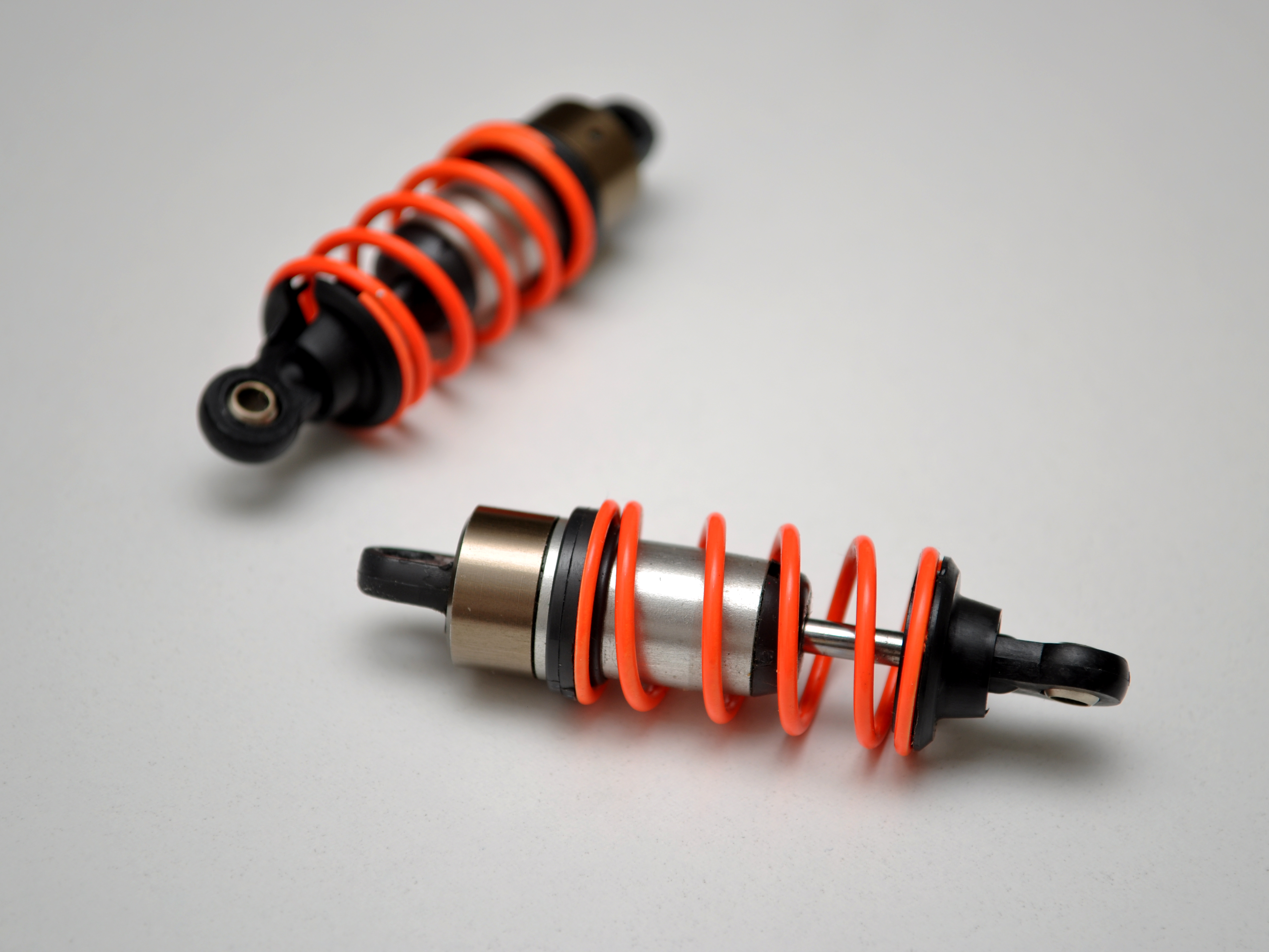
Мініатюрні амортизатори

Амортиза́тор (фр. amortir — «ослабляти») — пристрій, який поглинає енергію удару в конструкціях машин і споруд та для забезпечує гасіння коливань (демпфування). Розміщують амортизатори між частиною конструкції, що передає ударне навантаження, і частиною, яку захищають від нього. Принцип дії амортизаторів ґрунтується на пружних властивостях твердих тіл, рідин чи газів.  Широко застосовується в техніці: автомобілях, літальних апаратах, верстатах, фундаментах тощо.

## Приклади
Амортизатор вибійний — пристрій, що встановлюється між буровим інструментом та буровим ставом для гасіння вібрацій, які виникають при бурінні і спрямовані вздовж бурового поставу.
Амортизатор стояка кріплення — пристрій, який забезпечує можливість відхилення стояка від нормального положення відносно покрівлі та підошви у всіх напрямках на допустимий кут.
Амортизатори виконують перетворення кінетичної енергії рухомих частин машин і механізмів, наприклад, коліс автомобіля, візка вагона, шасі літака, корпусу танка в теплову енергію поверхонь тертя у фрикційних амортизаторах, робочої рідини — в гідравлічних тощо. 
Розрізняють такі основні типи амортизаторів:
1. Пружинні, в яких енергія переміщення поглинається внаслідок деформації пружин; застосовують їх в автомобілях, мотоциклах, тракторах, вагонах, тепловозах тощо
2. Гумові, які працюють здебільшого на стиснення або зсув. Мала початкова жорсткість гуми забезпечує амортизацію навіть слабких поштовхів.
3. Пневматичні амортизатори односторонньої або двосторонньої дії, в яких кінетична енергія переміщення перетворюється на теплову енергію нагріву стисненого в циліндрі повітря. Застосовують їх в телескопічних вилках мотоциклів, у шасі легких літаків тощо.
4. Фрикційні у вигляді клинових амортизаторів односторонньої або двосторонньої дії, а також у вигляді ресор подвійної дії. В них кінетична енергія перетворюється на теплову, яка виділяється на поверхнях тертя. Такі амортизатори застосовують в паралелограмних вилках передніх коліс мотоциклів, частково в підвісках гоночних автомобілів, у візках вагонів тощо.
5. Гідравлічні амортизатори односторонньої і двосторонньої дії, в яких енергія переміщення перетворюється на теплову енергію нагріву робочої рідини, що переганяється поршнем через дросельний клапан. Застосовують їх у підвісках сучасних транспортних машин, у візках пасажирських вагонів швидких поїздів тощо.
6. Гідропневматичні амортизатори, в яких кінетична енергія перетворюється на теплову енергію робочої рідини і стисненого повітря. Широко застосовуються в телескопічних вилках мотоциклів, у підвісках вантажних автомобілів, стояках шасі літаків, підвісках трамвайних і залізничних вагонів тощо.